# Kim Thanh (nhà Minh)
Kim Thanh (chữ Hán: 金声, ? – 1645), tự Chánh Hy, người huyện Hưu Ninh, phủ Huy Châu , quan viên cuối đời Minh, kháng Thanh thất bại mà chết.

## Phục vụ nhà Minh
Thanh tính hiếu học, một thời nổi tiếng nhờ học vấn. Năm Sùng Trinh đầu tiên (1628), Thanh trúng tiến sĩ, được thụ Thứ cát sĩ. Tháng 11 ÂL năm sau (1629), quân Hậu Kim nhằm thẳng vào kinh đô, Thanh khẳng khái xin gặp hoàng đế để trình bày việc gấp, được triệu kiến ở Bình Đài. Thanh tiến cử một tăng nhân là Thân Phủ, cho rằng Phủ có tài quân sự, đang chế tạo chiến xa, hỏa khí. Sùng Trinh đế nghe theo, đưa chiến xa của Phủ vào cung để xem xét, rồi cho ông ta thụ chức Đô tư thiêm thư; ngay hôm ấy triệu kiến, sau khi đối thoại thì rất vừa ý, cất nhắc vượt cấp, cho Phủ làm Phó tổng binh, ban sắc cho ông ta mộ tân quân, được tùy nghi làm việc; Tham được đổi làm ngự sử, tham mưu cho cánh quân của Phủ.
Phủ vội vã chiêu mộ mấy ngàn người, đều là du côn ở chợ búa, nhưng trang phục, vũ khí thì chưa được cấp. Bấy giờ quân Hậu Kim đã áp sát kinh kỳ, tình thế khẩn trương, khiến Phủ phải ra đóng trại ở Liễu Lâm. Tổng lý Mãn Quế tiết chế toàn quân, nhưng Phủ không chịu ở dưới quyền ông ta. Binh sĩ của Quế cướp bóc dân chúng, quân của Phủ bắt giữ chúng, Quế liền đòi thả ra. Thanh báo cáo tình hình hai người Mãn – Thân bất hòa, Sùng Trinh đế lập tức mệnh cho ông điều đình. Không lâu sau, Quế tử trận, Phủ liên tiếp thất bại ở Liễu Lâm, Đại Tỉnh, bèn kết xe làm doanh trại ở Lư Câu Kiều. Quân Hậu Kim vòng ra phía sau tập kích, người đánh xe hoảng sợ không thể xoay xở, khiến toàn quân bị diệt, Phủ cũng trận vong. Thanh đau đớn thương xót, nói Phủ mới nhận việc vài ngày, xông pha tiền tuyến, di hài khắp mình đều là thương tích, nếu không liều chết chiến đấu thì không đến nỗi như vậy. Sùng Trinh đế cũng thương xót Phủ, mệnh cho hưởng điển lễ tử tuất.
Thanh xấu hổ vì không có công, xin soái 700 binh của tham tướng Đổng Đại Thắng, hơn trăm người là binh sĩ cũ của Thân Phủ, cùng vài trăm người là hào kiệt tòng quân, luyện thành 1 lữ, làm kỳ binh của Lưu Chi Luân, để dốc sức cứu vãn tình thế, Sùng Trinh đế không cho. Ít lâu sau triều đình lấy Thanh tra xét việc quân nhu cạn kiệt, tìm ra kinh phí cho phòng bị biên thùy, ông xin án theo luật để định tội những kẻ liên quan, rồi lại dâng sớ xin bãi miễn bọn họ, đế đều không nghe. Đông Giang quân trấn từ khi Mao Văn Long bị giết, binh lực yếu ớt, tình thế đơn bạc. Thanh nhân thái tử mới lập, tự xin ban chiếu cho Triều Tiên, khiến liên lạc với Đông Giang thông suốt, gây ảnh hưởng với thuộc quốc; đế dẫu khen ngợi ý định của ông, nhưng vẫn không theo. Thanh mấy lần dâng sớ đề nghị hoàng đế năng tiếp nhận ý kiến của quần thần, nhưng không được trả lời, nên mấy lần dâng sớ xin về.
Sau đó Đại học sĩ Từ Quang Khải tiến cử Thanh tham gia tu sửa Lịch thư, ông từ chối không nhận. Triều đình lấy chức Ngự sử để triệu, Thanh cũng không đến. Mùa xuân năm thứ 8 (1635), Thanh được khởi dùng làm Sơn Đông thiêm sự, ông lại hai lần dâng sớ, ra sức từ chối. Quê nhà có nhiều lực lượng khởi nghĩa, Thanh tổ chức đoàn luyện, tập hợp nghĩa dũng để phòng bị. Năm thứ 16 (1643), Phượng Dương tổng đốc Mã Sĩ Anh sai sứ giả Lý Chương Ngọc trưng quân đội Quý Châu, giữa đường thì cướp bóc Giang Tây, bị quan dân Nhạc Bình đánh trả. Bọn chúng chạy đến địa giới Huy Châu, quan dân ở đây cũng cho là giặc, kéo nhau đánh đuổi. Lý Chương Ngọc giấu giếm nguyên nhân, tố cáo Thanh với Huy Châu thôi quan Ngô Tường Phong là chủ mưu nổi loạn; Mã Sĩ Anh tâu lên, Thanh hai lần dâng sớ biện bạch; đế xét ông vô tội, nên không hỏi. Mùa đông năm ấy, triều thần cùng nhau tiến cử, đế lập tức triệu dùng, Thanh vội về kinh để bệ kiến, nhưng chưa đến nơi thì kinh sư thất thủ.

## Phục vụ nhà Nam Minh
Hoằng Quang đế lên ngôi ở Nam Kinh (1644), cất nhắc Thanh làm Tả thiêm đô ngự sử, ông kiên trì không nhận. Quân Thanh phá Nam Kinh, các nơi nối nhau không đánh mà hàng. Thanh tập hợp quan dân giữ Tích Khê, Hoàng Sơn, chia binh chẹn Lục Lĩnh ; được bọn người Ninh Quốc là Khâu Tổ Đức, người Huy Châu là Ôn Hoàng, người Quý Trì là Ngô Ứng Cơ,... hưởng ứng. Thanh bèn sai sứ dâng biểu ủng hộ Long Vũ đế (1645), được thụ chức Hữu đô ngự sử kiêm Binh bộ hữu thị lang, Tổng đốc chư đạo quân. Quân đội của Thanh giành lại các huyện Tinh Đức, Ninh Quốc.
Hạ tuần tháng 9 ÂL cùng năm, ngự sử cũ người Huy Châu là Hoàng Chú hàng Thanh, dẫn lối cho quân Thanh lẻn qua phòng tuyến mà tập kích, khiến quân đội của Thanh thất bại, ông bị bắt sống. Thanh bị xử tử ở Giang Ninh, Long Vũ đế tặng ông chức Lễ bộ thượng thư, thụy Văn Nghị.